# Buskvägstekel
Buskvägstekel (Priocnemis hyalinata) är en stekelart som först beskrevs av Fabricius 1793.  Buskvägstekel ingår i släktet sågbenvägsteklar, och familjen vägsteklar. Arten är reproducerande i Sverige.